# دوریس مالتزکی
دوریس مالتزکی (آلمانی: Doris Maletzki؛ زادهٔ ۱۱ ژوئن ۱۹۵۲) دونده اهل آلمان بود.